# La Horde des salopards
Pour plus de détails, voir Fiche technique et Distribution.
La Horde des salopards (en italien Una ragione per vivere e una per morire, en espagnol Una razón para vivir y una para morir) est un film franco-germano-hispano-italien réalisé par Tonino Valerii, sorti en 1972.

## Synopsis
Durant la guerre civile américaine, l'armée yankee prépare l'exécution de dix hommes auteurs de divers délits. Le colonel Pembroke, dégradé et injustement jugé pour trahison, propose de commuter la peine en participant en échange à une mission suicide : prendre fort Holman sous le nez du major Franck Ward. Le colonel promet à son commando le partage d'un trésor caché dans la forteresse.
Mais au delà d'un grade de général à sauver et d'un trésor confédéré, Pembroke a un compte à régler avec le major Ward, datant de la prise de fort Holman par les sudistes.

## Fiche technique
- Titre français : La Horde des salopards ou Une raison pour vivre, une raison pour mourir
- Titre italien : Una ragione per vivere e una per morire
- Titre espagnol : Una razón para vivir y una para morir
- Réalisation : Tonino Valerii
- Scénario : Rafael Azcona, Ernesto Gastaldi, Tonino Valerii
- Photographie : Alejandro Ulloa
- Montage : Franklin Boll, Franco Fraticelli
- Musique : Riz Ortolani
- Costumes : Elio Micheli
- Producteur : Michael Billingsley, Tullio Odevaine, Alfonso Sansone, Arthur Steloff
- Pays d'origine : Italie | Espagne | France | Allemagne de l'Ouest
- Langue : anglais
- Format : couleur (Technicolor) — 35 mm — 2,35:1 — Son : Mono
- Genre : western, film historique
- Durée : 119 minutes
- Dates de sortie :
  - Allemagne de l'Ouest : 27 décembre 1972
  - Danemark : 27 juillet 1973
  - Espagne : 6 août 1973
  - France : 29 mai 1974

## Distribution
- James Coburn (VF : Denis Savignat) : colonel Pembroke
- Bud Spencer (VF : Raymond Loyer) : Eli Sampson
- Telly Savalas (VF : Jacques Ferrière) : major Franck Ward
- Georges Géret (VF : Edmond Bernard) : sergent Spike
- José Suárez (VF : Pierre Marteville) : le commandant Charles Ballard
- Ralph Goodwin
- Joe Pollini
- Reinhard Kolldehoff (VF : Michel Barbey) : sergent Brent
- Ugo Fangareggi (VF : Jacques Balutin) : Wendel
- Adolfo Lastretti
- Allan Leroy
- Guy Mairesse
- Guy Ranson
- William Spofford
- Benito Stefanelli (VF : Henry Djanik) : 1re classe Samuel Pickett
- Ángel Alvarez (VF : René Bériard) : le magasinier